# Çanakkale (provinca)
Provinca Çanakkale je provinca, ki se nahaja ob Dardanelah v zahodni Turčiji. Tako kot Carigrad, so tudi Çanakkale na dveh kontinentih. Evropski del obsega polotok Galipoli, azijski del pa pripada Anatoliji. Dardanele povezujejo Egejsko morje in Marmarsko morje. Središče province so mesto Çanakkale.
V provinci se nahaja zgodovinsko mesto Troja.

## Okrožja
- Ayvacık
- Bayramiç
- Biga
- Bozcaada
- Çan
- Çanakkale
- Eceabat
- Ezine
- Gelibolu
- Gökçeada
- Lapseki
- Yenice

Koordinati:   40°02′27″N, 26°33′37″E